# Sörbybäcken
Sörbybäcken är ett vattendrag i Ronneby kommun som rinner från området väster om Bredåkra, via stadsdelen Sörby och mynnar ut i Ronnebyån i de cantrala delarna av Ronneby. Vattendraget är 17 km långt och tillhör huvudavrinningsområde Ronnebyån - SE82000. Vattendraget är i vissa delar överbyggt och kulverterat.